# Ettlingen
Ettlingen je grad u Baden-Württembergu u Njemačkoj, oko 8 kilometara južno od grada Karlsruhe i otprilike 15 kilometara od granice s Lauterbourgom, u francuskom departmanu Bas-Rhin. Ettlingen je drugi najveći grad u okrugu Karlsruhe, nakon Bruchsala.

## Geografija
Ettlingen se nalazi na sjevernom rubu Schwarzwalda na ravnici Gornje Rajne. Rijeka Alb nastaje u brdima Schwarzwalda i teče kroz Ettlingen, a zatim utječe u Rajnu kod Eggenstein-Leopoldshafena, što Ettlingen čini središnjim obilježjem Albtala, doline Alba. Središnji Ettlingen i njegove najveće sastavnice (Bruchhausen, Ettlingenweier, Oberweier) leže na samoj ravnici, ali neka od sela (Spessart, Schöllbronn i Schluttenbach) smještena su među najsjevernijim podnožju Schwarzwalda.

## Stanovništvo
Ettlingen ima 38.936 stanovnika.
| Ettlingen: kretanje broja stanovnika između 1800. i 2007. |       |        |        |        |        |        |
| 1800.                                                     | 1880. | 1933.  | 1970.  | 1990.  | 2000.  | 2007.  |
| 2.105                                                     | 5.608 | 10.152 | 21.464 | 37.759 | 38.420 | 38.936 |

Ettlingen ima šest gradskih četvrti: Bruchhausen, Ettlingenweier, Oberweier, Schluttenbach, Schöllbronn i Spessart.
- Grb Bruchhausena
- Grb Ettlingenweiera
- Grb Oberweiera
- Grb Schluttenbacha
- Grb Schöllbronna
- Grb Spessarta

## Gradovi partneri
|  | Épernay, Francuska               |
|  | Middelkerke, Belgija             |
|  | Clevedon, Ujedinjeno Kraljevstvo |
|  | Löbau, Njemačka                  |
|  | Gačina, Rusija                   |
|  | Menfi, Italija                   |

- Ettlingen

## Vanjske poveznice
- Službena stranica (njem.)

### Ostali projekti
|  | Zajednički poslužitelj ima još gradiva o temi Ettlingen |